# Nites atrocapitella
Nites atrocapitella är en fjärilsart som beskrevs av Mcdunnough 1944. Nites atrocapitella ingår i släktet Nites och familjen plattmalar. Inga underarter finns listade i Catalogue of Life.